# Calfucurá
Calfucurá, Calfoucara ou Calfoucourah, né en 1770 à Llaima (Patagonie) et mort le 4 juin 1872 à Salinas Grandes (Buenos Aires y La Pampa) (es), est un cacique mamouelches.

## Biographie
Sa date de naissance reste fortement discutée. Calfucurá se battait dans la province de Buenos-Aires et régnait sur plusieurs tribus dont les Puelches et les Mamouelches,.
Il parvient à réunir la résistance indienne contre les colons argentins et, de 1835 à sa mort, mena de nombreuses offensives dévastatrices et meurtrières,.
En 1858, il recueille Auguste Guinnard et le prend sous sa protection. D'après Guinnard, il avait alors 103 ans, ce qui le ferait naître en 1755...
Il commande en 1872 (à 102 ans), une attaque générale sur plusieurs districts de la province de Buenos-Aires, qui se révèle une importante défaite. Il meurt peu après. Son fils, Manuel Namuncurá (es), réfugié dans les montagnes, reprend la lutte.
Jules Verne le mentionne dans son roman Les Enfants du capitaine Grant (première partie, chapitre XX).